# Relaciones Argentina-Venezuela
Las relaciones Argentina-Venezuela se refieren a las relaciones internacionales que existen entre la República Argentina y la República Bolivariana de Venezuela.
El 29 de julio de 2024, el gobierno venezolano cortó relaciones diplomáticas con Argentina (y otros países más) como parte de la negativa del gobierno argentino a reconocer los resultados de las elecciones de Venezuela de 2024. Así como un asedio de funcionarios venezolanos en la embajada argentina.

## Historia

### SigloXIX
Las relaciones entre ambas naciones se remontan desde hace siglos, mientras los territorios se encontraban bajo el dominio colonial español y administrados de manera separada, Venezuela a través de su Capitanía General y Argentina como parte del Virreinato del Río de la Plata. 
En 1821, el general Jose de San Martín envio a la Audiencia de Quito una división expedicionaria peruana al mando del coronel Andrés de Santa Cruz para auxiliar al ejercito del Sur al mando del general Antonio Jose de Sucre que atacaba la retaguardia realista para sellar la independencia de las provincias de Quito, Cuenca y Guayaquil. El 24 de mayo de 1822, las fuerzas patriotas unidas bajo el mando del general  Sucre derrotan a los realistas en la batalla de Pichincha y ocupan Quito el día siguiente. Quito y Cuenca se anexaron rápidamente a la Gran Colombia. Mientras tanto, Simón Bolívar presiona a Guayaquil, con el fin de anexarla también. 

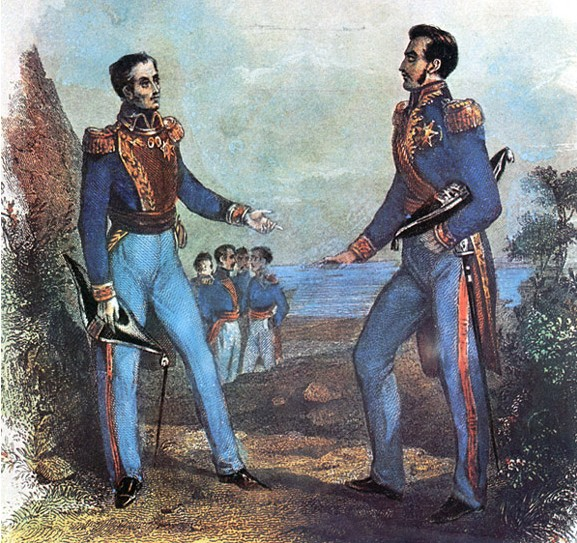
Recreación de San Martín y Bolívar durante la Entrevista de Guayaquil.

El 26 de julio de 1822 Simón Bolívar tuvo una conferencia en Guayaquil con José de San Martín para discutir la estrategia de liberación del resto de Perú. Nadie sabe qué ocurrió en la secreta reunión entre los dos héroes sudamericanos, pero San Martín volvió a Argentina, mientras Bolívar se preparó para la lucha contra los últimos reductos españoles en Sudamérica, en la sierra andina y el Alto Perú.
En la Sublevación del Callao del 5 de febrero de 1824 unidades chilenas, colombianas, peruanas y argentinas del Ejército de los Andes se amotinaron en la Fortaleza del Real Felipe y desertaron a las tropas españolas que habían ocupado la ciudad de Lima dias antes. Salvo un escuadrón del Regimiento de Granaderos a Caballo que no cambió de bando, el suceso significó la casi completa desaparición de las fuerzas traídas al Perú por el general José de San Martín. El general Cirilo Correa asumió entonces el mando de los restos de la División Andes de la Expedición Libertadora que se sumo al Ejercito del Sur que lucho a las órdenes del general Simon Bolivar en la batalla de Junín. Como parte de la segunda Division estuvo en la retaguardia en la batalla de Corpahuaico. El 9 de diciembre de 1824 fueron participes en la victoriosa batalla de Ayacucho al mando de Antonio Jose de Sucre, retornando sus hombres a Buenos Aires tras la capitulación realista en Huamanga.
Durante los primeros meses de 1842, desde la tribuna del periódico "El Mercurio" de Santiago de Chile, los más ilustres y representativos intelectuales inmigrados, el venezolano Andrés Bello y el argentino Domingo Faustino Sarmiento, entrecruzan sus conocimientos en la polémica lingüística más clamorosa de la época. 
En Nueva York, expresidente Jose Antonio Páez conoció al entonces ministro plenipotenciario de la Argentina, Domingo Faustino Sarmiento, quien lo impresionó por sus ideas respecto a la importancia que debía darse a la educación. 
En 1868, el expresidente Páez llegó a Buenos Aires con la esperanza de establecer un matadero mecanizado con desolladoras de reses, un aparato a vapor para quitar la piel a los animales, con un contrato que había firmado en Nueva York con el inventor estadounidense Horace Lewis.   El presidente Sarmiento le incorpora a las Fuerzas Armadas con el grado honorífico de brigadier general como “veterano de la Independencia Suramericana”. Como masón activo, grado 33, Paez asiste en Buenos Aires al banquete que las logias argentinas ofrecen al presidente Sarmiento. El negocio no prosperó, ya que Páez, anciano y sin mayores interesados en Argentina, enfrentó dificultades para colocar las máquinas y obtener ganancias. Finalmente abandonó Argentina en 1870 y se trasladó a Nueva York en busca de mejores oportunidades, ya que su situación económica en Buenos Aires era precaria.
Durante el gobierno de Antonio Guzmán Blanco, se estrecharon excelentes relaciones con países como Francia, Perú, Argentina, México, múltiples países latinoamericanos, entre otros, los cuales usó para fortificar su posición internacional y agrupar un fuerte grupo de apoyo que pudiese usar como presión para solventar el problema por la soberanía del territorio Esequibo con el Reino Unido.

### SigloXX
Bajo los principios rectores de la doctrina Calvo y durante el bloqueo naval a Venezuela a finales de 1902, impuesto por Reino Unido, Alemania e Italia y otros países europeos como respuesta a la gran deuda externa de Venezuela que el presidente Cipriano Castro se negaba a pagar, el canciller de Argentina, Luis María Drago, expide el 29 de diciembre de 1902 un documento doctrinal sobre la ilegalidad del cobro violento de una deuda.
El cantante de tangos Carlos Gardel visitó Venezuela en 1935 como parte de una gira Latinoaméricana, específicamente entre el 25 de abril y el 23 de mayo. Su llegada a Venezuela causó gran revuelo y entusiasmo entre el público. Gardel se presentó en varios teatros importantes, incluyendo el Teatro Principal de Caracas, el Teatro Municipal de Valencia y el Teatro Baralt de Maracaibo, además de otros lugares en Barquisimeto y Cabimas. También fue invitado a cantar en la residencia presidencial de Las Delicias, en Maracay, ante el general Juan Vicente Gómez.
Tras abandonar el país en enero de 1941, los socialistas chilenos le rinden un homenaje de despedida a Rómulo Betancourt, pero antes de regresar a su país, permanece un mes entre Argentina y Uruguay, a fin de dictar unas conferencias en la Universidad Nacional de La Plata y la Universidad de Concepción. También recibe homenajes en ambos países.[cita requerida]
El Gran Premio de la América del Sur conocido también como La Buenos Aires-Caracas, fue una competencia internacional de automovilismo de carretera dividida en 14 etapas mediante las cuales se debían recorrer seis países del subcontinente sudamericano. La partida de los diferentes autos se dio en la Ciudad de Buenos Aires (Argentina) el 20 de octubre de 1948 fijando como destino la ciudad de Caracas (Venezuela), previo paso por los países de Bolivia, Perú, Ecuador y Colombia. Con 9576 kilómetros de recorrido, fue la segunda carrera más extensa de la historia del Turismo Carretera y una de las más extensas de la historia del automovilismo. 

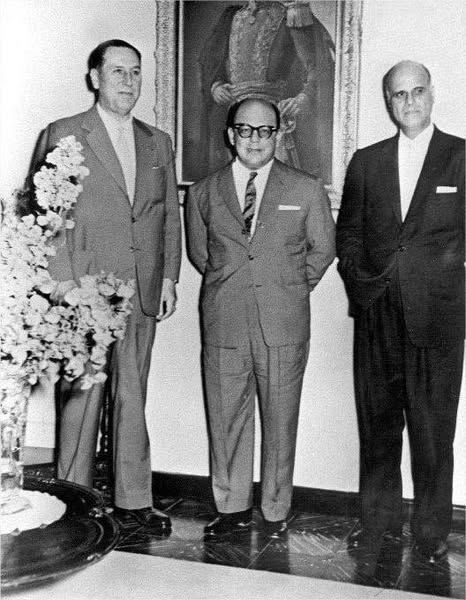
Juan Domingo Perón y Marcos Pérez Jiménez en 1956

En agosto de 1956 durante la dictadura de Marcos Peréz Jimenéz, el expresidente argentino Juan Domingo Perón se exilia en Caracas. Marcos Peréz Jimenéz a pesar de no simpatizar con el, le ofrece la protección de la Dirección de Seguridad Nacional. El 25 de mayo de 1957 agente de la Revolución Libertadora argentina colocó una bomba en el auto en que se esperaba que Perón iba a subir, la bomba exploto sin nadie a bordo.
El 7 de julio Argentina rompe relaciones diplomáticas con Venezuela, dado que esta se negaba a la expulsión de Juan Domingo Perón del territorio nacional. Tras la caída de Pérez Jiménez el 23 de enero de 1958. El Contralmirante Wolfgang Larrazábal, entonces presidente de la Junta de Gobierno de Transición, designa al escritor José Nucete Sardi Embajador en Buenos Aires, con el encargo de restablecer relaciones con la Argentina. 
En 1963 el futbolista argentino Alfredo Di Stefano estrella del Real Madrid fue secuestrado en Caracas por las Fuerzas Armadas de Liberación Nacional de Venezuela (FALN), como parte de una estrategia publicitaria del grupo armado. Fue liberado a los tres días sin sufrir ningún daño.

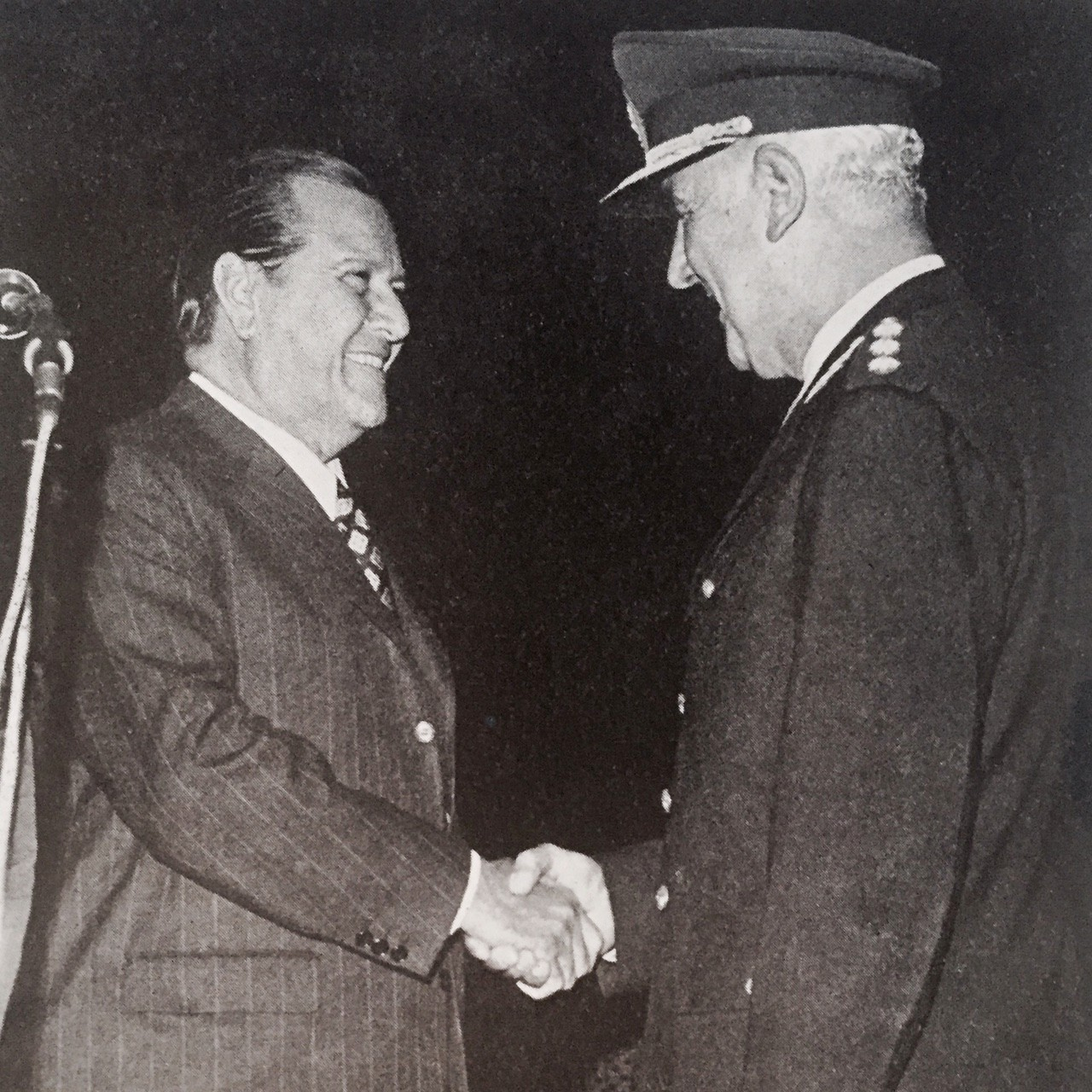
Fotografía del año 1973 que retrata el encuentro entre del presidente de Venezuela Rafael Caldera con el presidente de Argentina Alejandro Agustín Lanusse.

En 1963 Venezuela volvió a cortar relaciones diplomáticas con el gobierno de Argentina bajo la doctrina Betancourt, pero fueron restablecidas en 1972 durante la presidencia de  Rafael Caldera. El 11 de mayo de 1977 el dictador argentino Jorge Rafael Videla viajó a Venezuela, donde fue recibido por el presidente Carlos Andrés Pérez. Videla dio una conferencia a la prensa venezolana donde negó que hubiera «malestar en las Fuerzas Armadas» y reconoció «un exceso de la represión en las fuerzas del orden».
En diciembre de 1979 procedentes de la isla de Margarita (Venezuela) los hermanos Constantino y Paul Georgescu a bordo del peñero" Niculina" llegaron al puerto de Buenos Aires (Argentina) tras completar la Expedición Fluvial Oriampla con la finalidad de demostrar la interconectividad entre las cuencas de los rios Orinoco, Amazonas y La Plata.
En enero de 1981 con la Expedición de Amistad e Integración Suramericana, posiblemente la más larga expedición fluvial jamás hecha, los hermanos Georgescu demostraron que se puede llegar por via fluvial desde Buenos Aires a La Guaira interconectando 8 de las 13 capitales del continente suramericano a través de sus ríos.
En 1982, durante la guerra de las Malvinas Venezuela apoyó los derechos de Argentina sobre las Islas Malvinas, el gobierno de Luis Herrera Campíns aunque no materialmente respaldó diplomáticamente el movimiento argentino.
La Expedición Atlantis, una travesía en balsa, llegó a La Guaira, Venezuela, el 12 de julio de 1984. La expedición, compuesta por cinco argentinos liderados por Alfredo Barragán, partió de Tenerife, España, con el objetivo de probar que navegantes africanos pudieron haber llegado a América antes que Cristóbal Colón, guiados por los vientos alisios y las corrientes marinas. La balsa, llamada "Atlantis", recorrió aproximadamente 3.200 millas náuticas (5.900 km) en 52 días. La balsa, construida con troncos, sin timón y con una sola vela, fue una réplica de las embarcaciones que se utilizaban en la antigüedad.

### 

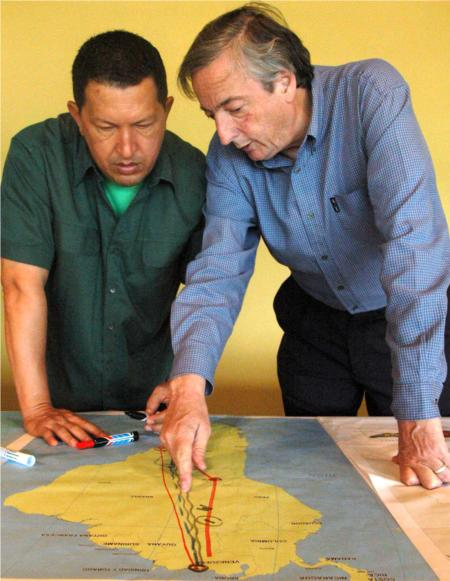
Los presidentes Hugo Chávez y Néstor Kirchner conversan en 2005 sobre el trazado del Gran Gasoducto del Sur.

### SigloXXI

#### 2000-2009
A nivel internacional, el presidente Hugo Chávez se alineó con el gobierno de Néstor Kirchner y Cristina Fernández. El 3 de marzo de 2005 Hugo Chávez anuncia en Montevideo, pocas horas después del encuentro que mantuvo con los presidentes Néstor Kirchner[[ y Luiz Inácio Lula da Silva en la toma de posesión de Tabaré Vázquez, que Venezuela comprará hasta 500 millones de dólares de la deuda Argentina, en una muestra de confianza hacia el país a pocos días de finalizado el canje de bonos en default:
"Hemos decidido comprar papeles de la deuda argentina para ayudar al país de alguna manera. Eso podría llegar a un monto de hasta unos 500 millones de dólares. Ya la operación está decidida, la venimos discutiendo desde hace varias semanas, reveló el mandatario venezolano".
El 9 de diciembre de 2005, durante la XXIX Cumbre del Mercosur celebrada en Montevideo, los ministros de Energía de Argentina, Brasil y Venezuela  acordaron un Memorando de Entendimiento en Materia de Interconexión Gasífera. Poco después, el 19 de enero de 2006, los presidentes de los tres países, Néstor Kirchner, Luiz Inácio Lula da Silva y Hugo Chávez, reunidos en Brasilia, dieron luz verde al macroproyecto energético, que decidieron bautizar como el "Gran Gasoducto del Sur" y desarrollar en el marco de la iniciativa Petrosur.
En julio de 2007, el presidente venezolano Chávez reconoció que el interés por su construcción se había "congelado". Esta declaración fue posterior a que en junio de ese mismo año José Sergio Gabriell, presidente de Petrobras, afirmase que pasarían entre 25 y 30 años antes de que el gasoducto estuviera en funcionamiento.
A principios de agosto del 2007, el presidente Hugo Chávez planificaba una visita a Argentina para firmar un acuerdo para la venta de gas licuado y la compra de más bonos argentinos. Días antes de la visita del presidente venezolano, el 4 de agosto del 2007 a las 2:40, aterrizó en el Aeroparque Jorge Newbery de Buenos Aires, proveniente del Aeropuerto Internacional de Maiquetía Simón Bolívar, un vuelo privado de la empresa Royal Air que transportaba funcionarios públicos venezolanos y argentinos, dando lugar al escándalo del maletinazo.

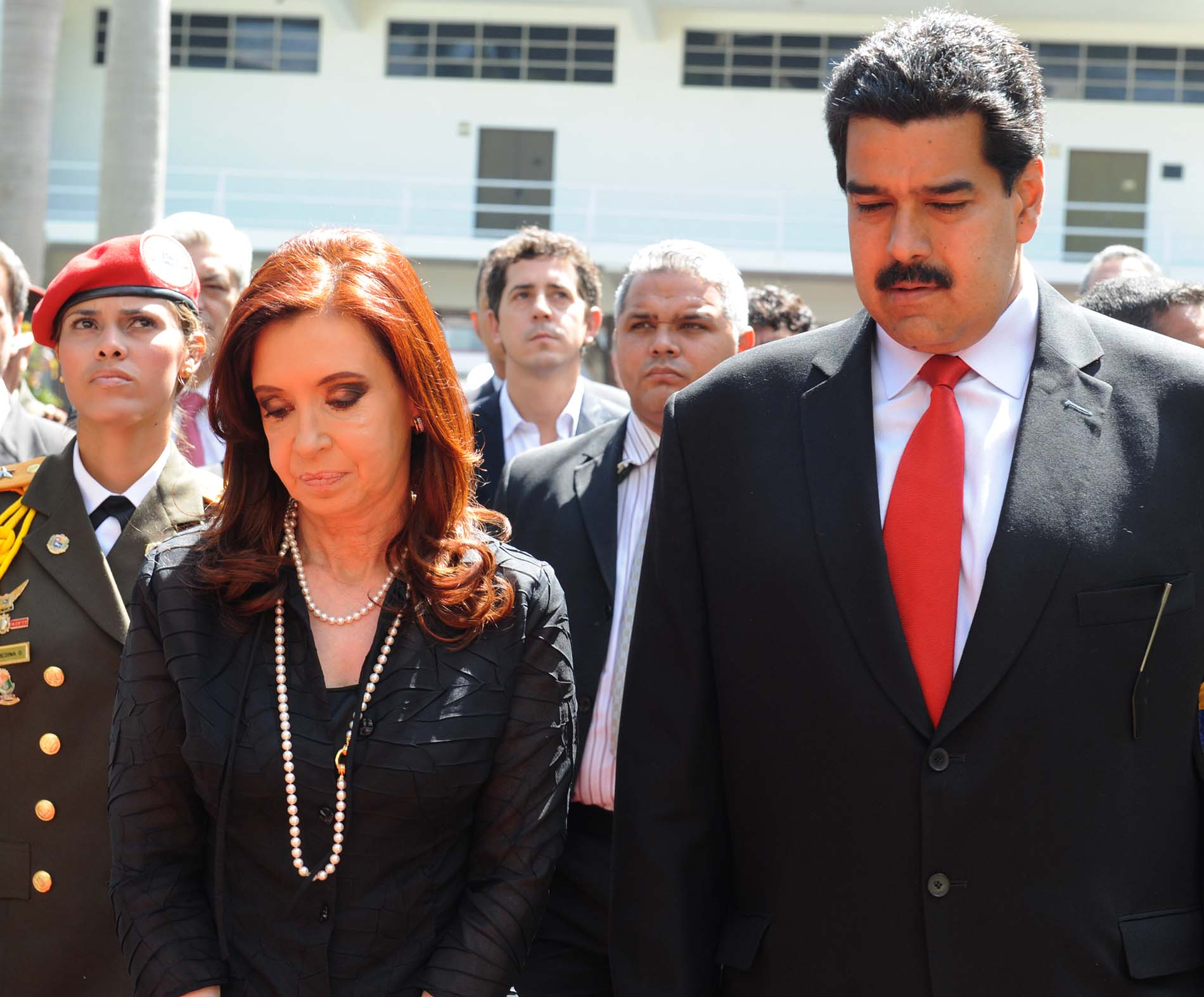
Cristina Fernández con Nicolás Maduro en el funeral de Hugo Chávez

 En ese momento en la Argentina se llevaba adelante la campaña de Cristina Fernández de Kirchner para las elecciones presidenciales de 2008.
En septiembre de 2007 la expedición “Continente de Colores” organizada por la fundación "Desdibujando Fronteras", y auspiciada por organismos del gobierno venezolano, recorrió diez países de América del Sur en 100 días. La largada se dio en Caracas con vehículos TIUNA, los cuales recorrieron 32.000 km incluyendo una etapa en Argentina.  La fundación "Desdibujando Fronteras" se creó en Venezuela para "fomentar e implementar proyectos de envergadura latinoamericana que sirvan para integrar a los pueblos de la región". 
En diciembre de 2007, el FBI arrestó en Florida a tres ciudadanos venezolanos y uno uruguayo, y los acusó de ser agentes del gobierno venezolano, y de haber presionado a Antonini ―quien desde el escándalo se encontraba colaborando con el FBI (Oficina Federal de Investigaciones) en Miami― para que no revelara el origen y el destino del dinero decomisado en Argentina. Ambos presidentes negaron las acusaciones y acusaron a Estados Unidos de intentar dañar las relaciones entre Argentina y Venezuela.[cita requerida]

#### 2010-2019
Durante las protestas en Venezuela de 2014, Argentina expresó su respaldo al presidente Nicolás Maduro, acusando a la oposición venezolana de desestabilizadora.[cita requerida] El gobierno argentino volvió a manifestar su apoyo a Maduro durante la visita a Buenos Aires del canciller venezolano Elías Jaua.
Esta posición cambió con la elección de Mauricio Macri a la presidencia. A las pocas semanas de ser electo en las elecciones presidenciales en Argentina, Macri anunció su intención de convocar la cláusula democrática del Mercosur para pedir sanciones contra el gobierno de Venezuela por la persecución que tenía lugar en ese país contra los derechos políticos de la oposición,  pero luego de que en las elecciones parlamentarias del 6 de diciembre el gobierno venezolano reconociera la victoria de la MUD, el presidente Macri desistió públicamente de dicha pretensión.
Al año siguiente Argentina suscribió un comunicado conjunto con los gobiernos de Colombia, Chile y Uruguay publicado el 31 de mayo en el que las cuatro naciones llamaron a la realización del referéndum revocatorio en Venezuela como parte de los mecanismos pacíficos para resolver la crisis social y política de ese país. Durante los debates en la OEA sobre la aplicación de la Carta Democrática Interamericana el presidente Macri mostró escepticismo sobre la efectividad de la misma para resolver la crisis venezolana, llevando a la delegación argentina a proponer el apoyo al diálogo con mediación de la Unasur como alternativa ante el Consejo Permanente del organismo[cita requerida] lo que fue interpretado por analistas internacionales como un "debilitamiento" de la postura de Macri ante la situación venezolana en la que incluso hallaron "fisuras" ante la posición más crítica de su canciller Susana Malcorra, quien adelanto una postura más férrea valiéndole duras críticas a Macri por parte del secretario general de la OEA Luis Almagro.
Sin embargo, Macri reasumió su postura opuesta ante el gobierno venezolano ante la crisis de Unasur, al rechazar el posible nombramiento de Venezuela ante la presidencia pro tempore de Mercosur, que este presumiría asumir desde el 30 de julio, y el 10 de agosto, Macri expresó abiertamente su postura a favor de la realización del referéndum revocatorio y su gobierno suscribió una declaración conjunta respaldada por otros 14 países y publicada el día siguiente a nombre de la OEA donde se solicitaba la pronta realización de dicho referendo. El 29 de septiembre la cancillería argentina, junto a las cancillerías de Brasil, Chile, Paraguay, México y Perú emitieron una declaración conjunta para expresar su mutua preocupación por las declaraciones del poder electoral venezolano en las que se estipulaba la posibilidad de que de convocarse el referéndum presidencial contra el mandato de Nicolás Maduro este tendría lugar en el primer trimestre de 2016, dado que ello "afectaría el sentido de la consulta", al tiempo que se ratifica el apoyo de dichos gobiernos al diálogo entre los venezolanos.
Durante las protestas en Venezuela de 2017, Macri, llamó a "recomponer el orden democrático" e insistió en la necesidad de que se cumpla con un calendario electoral y se liberen a los "presos políticos". Al día siguiente recibió a Lilian Tintori, esposa del líder opositor y preso político, Leopoldo López, fundador del partido Voluntad Popular. Argentina anunció que desconocía los resultados de las elecciones de la Asamblea Nacional Constituyente de Venezuela de 2017.  El 11 de agosto de 2017, por decreto presidencial, se le revocó oficialmente la máxima condecoración de Argentina del Collar de la Orden del Libertador San Martín a Nicolás Maduro por violaciones a los derechos humanos.

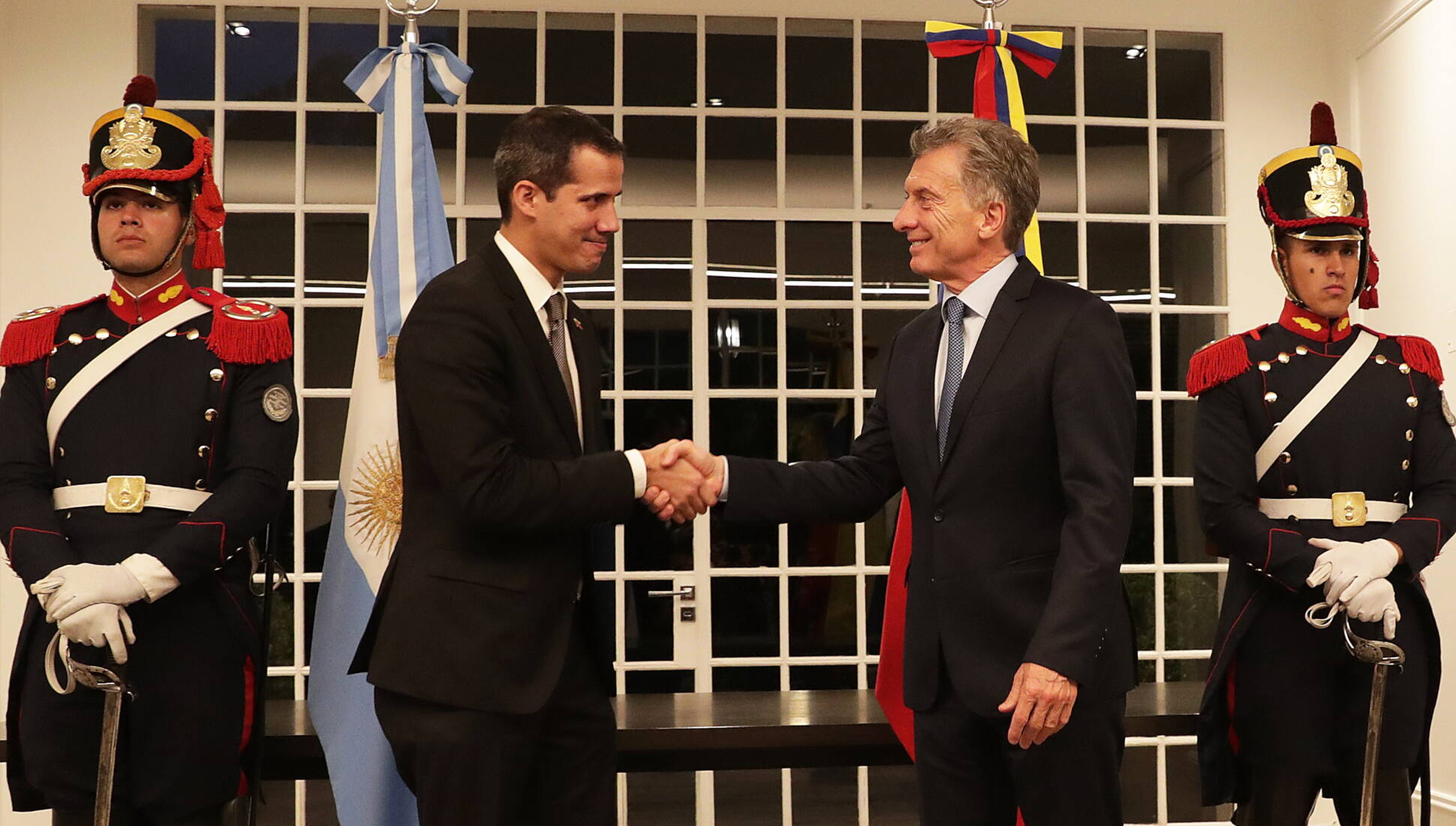
El presidente Mauricio Macri recibe a Juan Guaidó en la quinta presidencial de Olivos

El 23 de febrero de 2018, Argentina votó a favor de una resolución de la Organización de Estados Americanos aprobada en una sesión extraordinaria que instaba al gobierno venezolano a reconsiderar la convocatoria de elecciones presidenciales y presentar un nuevo calendario electoral que haga posible la realización de elecciones con todas las garantías necesarias, y el 5 de junio volvió a votar a favor de una resolución en la cual se desconocen los resultados de las elecciones presidenciales del 20 de mayo donde se proclamó ganador a Nicolás Maduro. El Grupo de Lima, del cual Argentina fue parte, anunció desconocer los resultados. Los miembros decidieron reducir el nivel de sus relaciones diplomáticas, llamar a consultas a sus embajadores y convocar a los embajadores venezolanos en sus países para expresar la protesta por el proceso electoral que objetaron por “no cumplir con los estándares internacionales de un proceso democrático, libre, justo y transparente”, como señaló un comunicado del bloque. El presidente Mauricio Macri anunció que denunciaría al gobierno de Nicolás Maduro ante la Corte Penal Internacional por violación a los derechos humanos.
En 2019 Argentina reconoció a Juan Guaidó como presidente interino de Venezuela. En 2020, después de la elección de la Comisión Delegada de la Asamblea Nacional de Venezuela, donde a Guaidó y a otros diputados de la Mesa de la Unidad Democrática se les impidió la entrada al Palacio Federal Legislativo, el canciller Felipe Solá declaró que "Impedir por la fuerza el funcionamiento de la asamblea nacional es condenarse al aislamiento internacional".

#### 2020-2023
Durante la presidencia de Alberto Fernández, el 24 de marzo de 2021, en el Día Nacional de la Memoria, la cancillería argentina informó su retiro del Grupo de Lima.
Posteriormente, Argentina se retiró de la demanda que interpuso contra el gobierno venezolano ante la Corte Penal Internacional. La decisión fue criticada por Amnistía Internacional y la Asamblea Nacional de Venezuela presidida por Juan Guaidó. Human Rights Watch declaró que la decisión no influiría en el proceso de la Corte Penal.
En junio de 2021 el ministro del Interior, Eduardo de Pedro, anunció la puesta en marcha de un programa destinado a conceder el Documento Nacional de Identidad y residencia temporaria por dos años a 6.800 niños y adolescentes venezolanos que ingresaron al país de manera irregular y, en muchos casos, en situación de vulnerabilidad.
En junio de 2022 un avión venezolano Boeing 747 con una capacidad de carga de 80 Tm perteneciente a la empresa venezolana Emtrasur, tripulado con 14 venezolanos y cinco iraníes, fue retenido en el Aeropuerto Internacional Ingeniero Aeronáutico Ambrosio Taravella de Córdoba, Argentina. El piloto del avión iraní, Gholamreza Ghasemi, fue cuestionado por operar bajo las órdenes de Teherán. Argentina considera siempre de sensible la presencia de viajeros iraníes, en razón de las alertas rojas de captura emitidas por Interpol en su país, acusados por vínculos con el atentado contra el centro AMIA.. El avión estaba sancionada por EE. UU. por sus vínculos con Hezbollah. Todos sus tripulantes fueron retenidos para ser investigados, el 12 de agosto la nave fue incautada por el gobierno de Argentina. En octubre fueron liberados todos los tripulantes, pero el avión quedó retenido al violarse las medidas de control durante la compra a la empresa iraní Mahan Air. El gobierno venezolano ha insistido que le sea devuelta la aeronave, la situación generó tensión en las relaciones entre la dictadura venezolana y los sistemas de la Justicia argentina.
El 19 de enero de 2023 el presidente de Argentina, Alberto Fernández realizó una invitación formal al dictador chavista, para que asista la cumbre de la CELAC que se realizará el 24 de enero en Buenos Aires. Sin embargo la líder de la oposición Patricia Bullrich, dijo: “Si Nicolás Maduro viene a la Argentina debe ser detenido de manera inmediata por haber cometido crímenes de lesa humanidad. Tal como ocurrió con Pinochet en Londres, en 1998″, Maduro canceló su viaje.

#### 2023 - presente
Con la llegada de Javier Milei en diciembre de 2023 aumentaron las tensiones diplomáticas entre ambos países. El 30 de diciembre la fiscal federal de Lomas de Zamora (Argentina), Cecilia Incardona, afirmó que era procedente el pedido de decomiso del avión iraní-venezolano perteneciente a la empresa venezolana Emtrasur detenido en junio de 2022, realizado por el Tribunal Federal del Distrito de Columbia de los Estados Unidos. El 29 de febrero de 2024 se divulgaron imágenes a través de redes sociales que muestran desguazado al Boeing 747-300M de 38 años de antigüedad, perteneciente a la aerolínea venezolana en Estados Unidos. En marzo de 2024, Argentina anunció acciones diplomáticas contra Venezuela después de que el presidente Nicolás Maduro prohibiera el acceso de aviones con licencia argentina al espacio aéreo venezolano en medio del deterioro de las relaciones entre los dos países.
El 16 de enero de 2024, Maduro calificó a Milei como un «error fatal» en la historia latinoamericana y argentina. Milei replicó en sus redes sociales que «no esperaba semejante elogio» y que «el socialista empobrecedor de Maduro diciendo que soy un error histórico en América Latina confirma que vamos por el buen camino».
El 25 de marzo la embajada de Argentina en Caracas acogió en sus instalaciones a seis líderes opositores venezolanos, informó la Oficina del presidente Javier Milei, también señaló que el gobierno venezolano cortó la energía eléctrica a la embajada y Milei reclamó al Gobierno “cualquier acción deliberada que ponga en peligro la seguridad del personal diplomático argentino y de los ciudadanos venezolanos bajo protección”. Maduro criticó a los gobiernos en Yare que buscan intervenir en los asuntos internos de Venezuela, “El que venga a opinar y a inmiscuirse en los asuntos internos de Venezuela recibirá su tablazo, se los aseguro, a tabla pura los vamos a llevar, llámese Unión Europea, llámese derecha, izquierda cobarde, a tabla pura”. Después de las elecciones en Venezuela creció la tensión entre Venezuela y Argentina cuando el gobierno de Nicolás Maduro impidió el ingreso de ocho efectivos de la Gendarmería para custodiar la embajada Argentina, en donde se encuentran en calidad de “huéspedes” colaboradores de la líder opositora María Corina Machado. El 5 de abril Argentina confirma que negocia salvoconductos de salida de Venezuela para los seis opositores venezolanos refugiados en su embajada en Caracas, para los cuales ya ha sido aceptado el asilo político. y en mayo elimina al canal venezolano Telesur de su parrilla de programación de televisión abierta.
El gobierno de Nicolás Maduro informó en un comunicado que Venezuela se vio «obligada» a tomar la decisión de revocar el permiso de Brasil por supuestas «actividades terroristas» e «intentos de magnicidio contra Nicolás Maduro».
El 7 de septiembre de 2024, Javier Milei pidió a la Corte Penal Internacional ordenar la captura del presidente de Venezuela por "hechos que pueden ser considerados delitos de lesa humanidad" por medio de la cancillería de Argentina. El 19 de septiembre el Fiscal Tarek William Saab respondió al anunciar que nombró a dos fiscales para que adelanten la orden de detención de Javier Milei, la Ministra de Seguridad Patricia Bullrich y la secretaria general Karina Milei. Saab imputará los delitos de «robo agravado, legitimación de capitales, privación ilegítima de libertad, simulación de hecho punible, interferencia ilícita, inutilización de aeronave y asociación para delinquir». La Justicia Federal de Argentina ordenó este lunes diligenciar órdenes de captura internacional a Interpol contra el presidente de Venezuela, Nicolás Maduro, y su ministro de Interior y Justicia, Diosdado Cabello, por realizar actividades de  secuestro, tortura y ejecuciones en su país de acuerdo a testimonios de víctimas refugiadas en Argentina. Víctimas venezolanas, representantes del Foro Argentino para la Defensa de la Democracia (FADD) y la Fiscalía de ese país, solicitaron el arresto de Maduro y Cabello en medio de una causa abierta hace dos años por presuntos crímenes de lesa humanidad cometidos en territorio venezolano. 
El 23 de septiembre, el gobierno argentino pidió a la Corte Penal Internacional (CPI) arrestar a Maduro. Un tribunal de Caracas en respuesta a la acción de Argentina emite órdenes de arresto contra el presidente argentino Javier Milei, la hermana y asesora de Milei, Karina Milei, y la ministra de Seguridad, Patricia Bullrich, por la incautación de un avión venezolano en Buenos Aires debido a violaciones de las sanciones.